# Цаворит
Цаворит або цаволіт — різновид гранатових видів гранатових груп, кальцієво-алюмінієвий гранат з формулою Ca3Al2Si3O12. [2] Слідові кількості ванадію або хрому надають зелений колір.
У 1967 році британський розвідник дорогоцінних каменів та геолог Кемпбелл Р. Бріджес виявив родовище зеленого граната в горах північно-східної Танзанії [3] в місці під назвою Лемшуко, за 15 км (9,3 милі) від Комоло, першого села. Знайдені ним екземпляри були дуже інтенсивного забарвлення та високої прозорості. Знахідка зацікавила торговців дорогоцінними каменями, були зроблені спроби експортувати каміння, але уряд Танзанії не надав дозволів.
Пітер Морган, засновник компанії Eltons Mining Ltd. та його команда першими виявили комерційно життєздатні кількості дорогоцінного каміння, поблизу національного парку Захід Цаво. Потім вони сформували групу закордонних вчених та дилерів, щоб оцінити дорогоцінний камінь та порадити, як найкраще продати його. До них увійшли двоє видатних вчених-мінералістів, професор Едвард Губелін із Швейцарії та професор доктор Герман Банк з Німеччини, а також інші стійкі індустрії дорогоцінних каменів. Пітер увійшов у видобувну галузь після того, як разом із партнером придбав провідні ювеліри Найробі, ТОВ «Елтонські ювеліри».
У присутності деяких членів цієї групи Пітер Морган запропонував ім'я Цаволіте. Перша частина походить з району в провінції Таїта Тавета, де була виявлена самоцвіт; суфікс -lite просто відноситься до грецького слова камінь.
Кемпбелл Бріджес також почав розвідувати в цій країні. Він вдруге досяг успіху в 1971 році, коли знайшов там сорт мінералів і отримав дозвіл на видобуток родовища. Камінь був відомий лише фахівцям з корисних копалин до 1974 року. Пітер Морган та Ден Мейєр представили дорогоцінний камінь Гаррі Платту, тодішньому віце-президенту нью-йоркських ювелірів Tiffany & Co., який прагнув випустити на ринок Tsavolite. На жаль, запропоновані умови були неприйнятними, тому партнерство так і не здійснилося. Однак Гаррі Платт написав безкоштовну статтю для журналу Lapidary Journal, в якій заявив ім'я Цаворит. Згодом він наполягав на тому, щоб «краще зійшов з американської мови». І так нове ім'я закріпилося. [3]
Бріджес був вбитий в 2009 році, коли натовп напав на нього та його сина на їхній власності у національному парку Східний Цаво. Вважається, що атака була пов'язана з трирічною суперечкою щодо доступу та контролю гірських каменів Бріджесів. [4]
Крім місцевості джерела в Танзанії, воно також є в провінції Толіара (Тулеар), Мадагаскар. Невеликі родовища матеріалу дорогоцінного каміння знайдені в Пакистані та на землі королеви Мод, Антарктида. Інших явищ дорогоцінного матеріалу ще не виявлено. [5]
Рідкісні якості дорогоцінного каміння в кількох каратах (1 карат = 200 мг), ціаворит був виявлений у більших розмірах. Наприкінці 2006 року було виявлено 925-каратовий (185,0 г) кристал. Він дав овальний кам'яний 325 каратний (65 г) камінь, один з найбільших, якщо не найбільших гранених цаворитів у світі. Кристал, який дав овальний дорогоцінний камінь 120,68-карат (24,136 г), також був виявлений на початку 2006 року. [6]
Цаворит утворився в неопротерозойській метаморфічній події, яка передбачала велику складчастість і переплавлення гірських порід. Це призвело до широкого спектра включень, що утворюються у більшості кристалів Цаворіту. Ці включення є сильними ідентифікаційними ознаками у Цавориті. [7]